# NGC 5162
NGC 5162 (другие обозначения — NGC 5174, UGC 8475, MCG 2-34-18, ZWG 72.87, IRAS13269+1115, PGC 47346) — спиральная галактика (Sc) в созвездии Дева.
Этот объект занесён в новый общий каталог несколько раз, с обозначениями NGC 5162, NGC 5174.
Этот объект входит в число перечисленных в оригинальной редакции «Нового общего каталога».